# Stazione di Venusio
Stazione di Venusio vasútállomás Olaszországban, Matera településen.

## Vasútvonalak
Az állomást az alábbi vasútvonalak érintik:
- Bari–Matera–Montalbano Jonico-vasútvonal

## Kapcsolódó állomások
A vasútállomáshoz az alábbi állomások vannak a legközelebb:
- Stazione di Marinella (Altamura) (Stazione di Bari Centrale (FAL), Bari–Matera–Montalbano Jonico-vasútvonal)
- Matera Serra Rifusa railway station (Stazione di Matera Sud, Bari–Matera–Montalbano Jonico-vasútvonal)